# Peinture à numéros

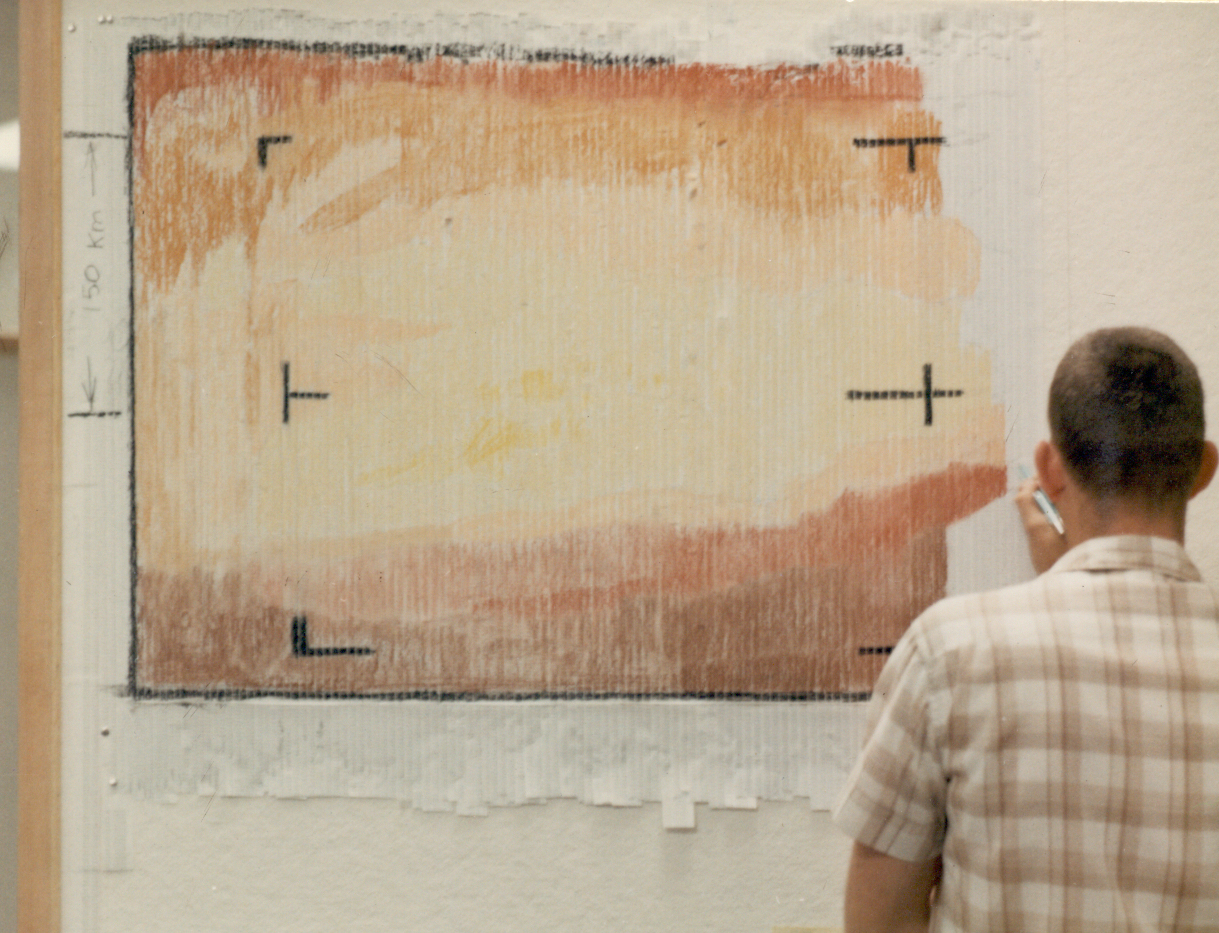
Un employé de la section des télécommunications de la mission Mariner 4 de la NASA dessine sur une surface à l'aide des numéros imprimés. Il s'agit de la première photo couleur de la planète Mars envoyée par la sonde spatiale en 1965. À proprement parler, c'est un dessin réalisé avec des crayons de couleur, plutôt qu'une peinture.

La peinture à numéros est un divertissement exploitant un support entièrement découpé en petites zones portant des numéros indiquant la couleur qui est attendue dans chacune, support commercialisé avec tout le matériel nécessaire pour qu'il puisse être entièrement coloré. Ce divertissement est aussi appelé « coloriage magique », « jeu de coloriage numéroté » ou « peinture par numéros ».
Certains thérapeutes vantent la peinture par numéros comme une art-thérapie, permettant de lutter contre le stress.

## Histoire
Le premier ensemble connu aurait été conçu, mis au point et commercialisé en 1950 par l'ingénieur Max S. Klein, propriétaire de la société Palmer Paint Company établie à Detroit au Michigan (États-Unis), et Dan Robbins, un artiste commercial,. En 1951, le jeu reçoit un accueil favorable de la population américaine, principalement sur la côte Ouest. Le produit est ensuite diffusé en Allemagne, au Canada, en France, en Italie et en Norvège. Même si les spécialistes critiquent le produit, des commerçants de matériel artistique observent que les clients qui achètent des peintures à numéros achètent également du matériel artistique, ce qui laisse supposer un intérêt pour l'art sous l'angle de la création.